# خندق (صرف)

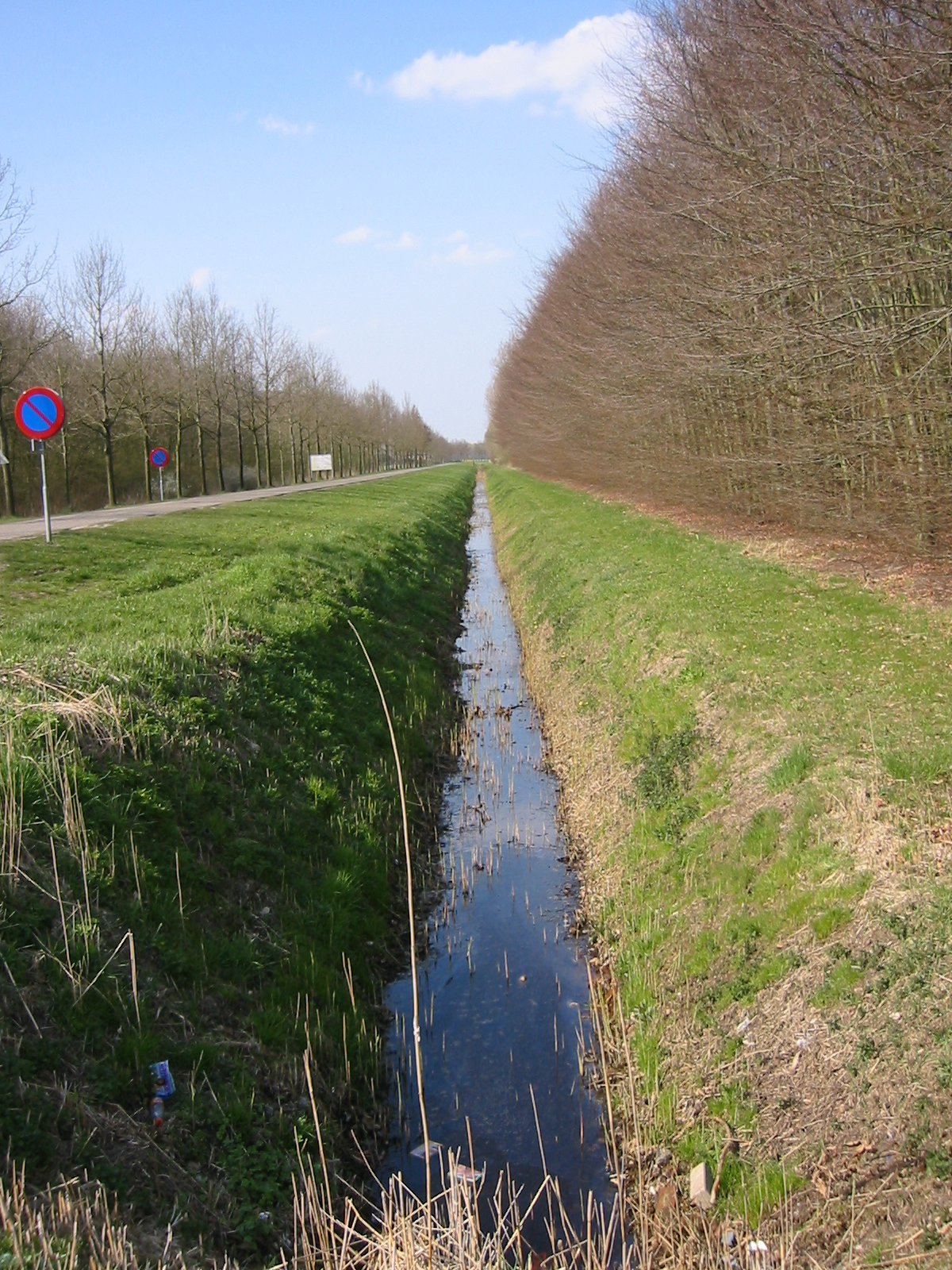
خندق في هولندا

الخندق (بالإنجليزية: Ditch)‏ أو الحَفِير أو القناة أو المَسال هو منخفض صغير إلى متوسط يُنشَأ لتوجيه المياه . يمكن استخدام الخندق للصرف أو لتصريف المياه من المناطق المنخفضة إلى جانب الطرق أو الحقول أو لتوجيه المياه من مصدر بعيد لري النبات. عادةً ما يُرى الخنادق حول الأراضي الزراعية وخاصة في المناطق التي تتطلب تصريفًا.
قد تشكل الخنادق على جانب الطريق خطرا على سائقي السيارات وراكبي الدراجات الذين قد تصطدم سياراتهم بهم وتتضرر أو تنقلب أو تصبح عالقة فيه خاصة في ظروف الطقس السيئة وفي المناطق الريفية .

## استدامة خنادق الصرف
تلعب خنادق الصرف أدوارًا رئيسية في الزراعة في جميع أنحاء العالم . تعمل أنظمة الصرف غير الصحيحة على تسريع تلوث المياه وتجفيف التربة بشكل مفرط أثناء الجفاف الموسمي وتصبح عبءًا ماليًا للحفاظ عليها. تسهل معدات الصناعية لتحريك التربة صيانة خنادق الصرف الصحي المستقيمة، لكن الترسيد يؤدي إلى زيادة التكاليف البيئية والتكاليف الاقتصادية العميقة مع مرور الوقت.

## روابط خارجية
- Barbagallo، Tricia (1 يونيو 2005). "Black Beach: The Mucklands of Canastota, New York" (PDF). مؤرشف من الأصل (PDF) في 2008-06-25. اطلع عليه بتاريخ 2008-06-04.